# سيريل جاكسون
سيريل جاكسون (بالإنجليزية: Cyril V. Jackson)‏ هو عالم فلك جنوب أفريقي، ولد في 5 ديسمبر 1903 في Ossett ‏ في المملكة المتحدة، وتوفي في 1 فبراير 1988 في بيترماريتزبرغ في جنوب أفريقيا.